# ريوتا ساتو
ريوتا ساتو (باليابانية: 佐藤 隆太)  هو ممثل و موهبة من مواليد 27 فبراير 1980 في ميغورو، طوكيو، اليابان. يعمل لصالح شركة كيه فاكتوري.
تخرج ساتو من مدرسة ساكوراكوجا الثانوية بجامعة نيهون وكلية الفنون بجامعة نيهون. وهو زميل كونيهيرو سودا في الجامعة. ساتو متزوج من سيدة يابانية عادية من خارج الوسط الفني ولديه طفلان. 

## فيلموغرافيا

### المذياع
| العام | العنوان                       | الشبكة      | الملاحظات |
| ----- | ----------------------------- | ----------- | --------- |
| 2007  | Jiyū to Ryuta Sato to Ractise | طوكيو اف ام |           |

## روابط خارجية
- الموقع الرسمي
 باللغة اليابانية